# Siphonoporella
Siphonoporella is een mosdiertjesgeslacht uit de familie van de Steginoporellidae en de orde Cheilostomatida. De wetenschappelijke naam ervan is in 1880 voor het eerst geldig gepubliceerd door Thomas Hincks.

## Soorten
- Siphonoporella aviculifera Silén, 1941
- Siphonoporella delicatissima (Busk, 1861)
- Siphonoporella nodosa Hincks, 1880
- Siphonoporella ovalis Canu & Bassler, 1929

Niet geaccepteerde soort:
- Siphonoporella dumonti Canu & Bassler, 1928 → Labioporella dumonti (Canu & Bassler, 1928)